# Aeroportul Kuujjuaq
Aeroportul Kuujjuaq (IATA: YVP, ICAO: CYVP) este un aeroport din Kuujjuaq⁠(d), Kativik Regional Government⁠(d), Nord-du-Québec⁠(d), Provincia Québec, Canada ce deservește zona Kuujjuaq⁠(d). Aeroportul a fost tranzitat în 2020 de 63.422 de pasageri. A fost numit după zona deservită.
Situat la o altitudine de 40 m, aeroportul dispune de o singură pistă.